# Sydafrikas damlandslag i vattenpolo
Sydafrikas damlandslag i vattenpolo (engelska: South Africa women's national water polo team) representerar Sydafrika i vattenpolo på damsidan. Laget har deltagit i VM fyra gånger: 2009, 2011, 2013 och 2015.

## Resultat

### Världsmästerskap
- 2009 – 16:e
- 2011 – 15:e
- 2013 – 15:e
- 2015 – 16:e